# Atlas Motor Car Company
Die Atlas Motor Car Company war ein Automobilhersteller aus den Vereinigten Staaten.

## Unternehmensgeschichte
Harry A. Knox, ein bekannter Automobil-Pionier und Gründer der Knox Automobile Company, richtete 1905 gegenüber seiner ehemaligen Firma in Springfield, Massachusetts, die er 1904 im Streit verlassen hatte, eine neue Produktionsstätte ein. Nachdem ihm gerichtlich untersagt worden war, dort unter seinem Namen Lastwagen zu bauen, etablierte er die Firma als Atlas Motor Car Company. 1905 begann die Nutzfahrzeugproduktion. Ab 1907 stellte er Personenkraftwagen her, die als Atlas vermarktet wurden. 1912 änderte sich der Markenname auf Atlas-Knight. 1913 folgte der Bankrott.

## Fahrzeuge
Die Pkw hatte je nach Ausführung Zwei-, Drei- oder Vierzylindermotoren, deren Besonderheit die Auslegung als Zweitaktmotor war. 1912 stellte die Firma auf Vierzylinder-Schiebermotoren nach Lizenz Knight her.